# Deux amis (film)
Deux amis è un cortometraggio del 1946 diretto da Dimitri Kirsanoff che si basa sul racconto omonimo (pubblicato nel 1883) di Guy de Maupassant.

## Produzione
Il film fu prodotto dalla Films Azur.

## Distribuzione
Fu distribuito dalla Comptoir Français du Film Production (CFFP).